# 오스틴 스토커

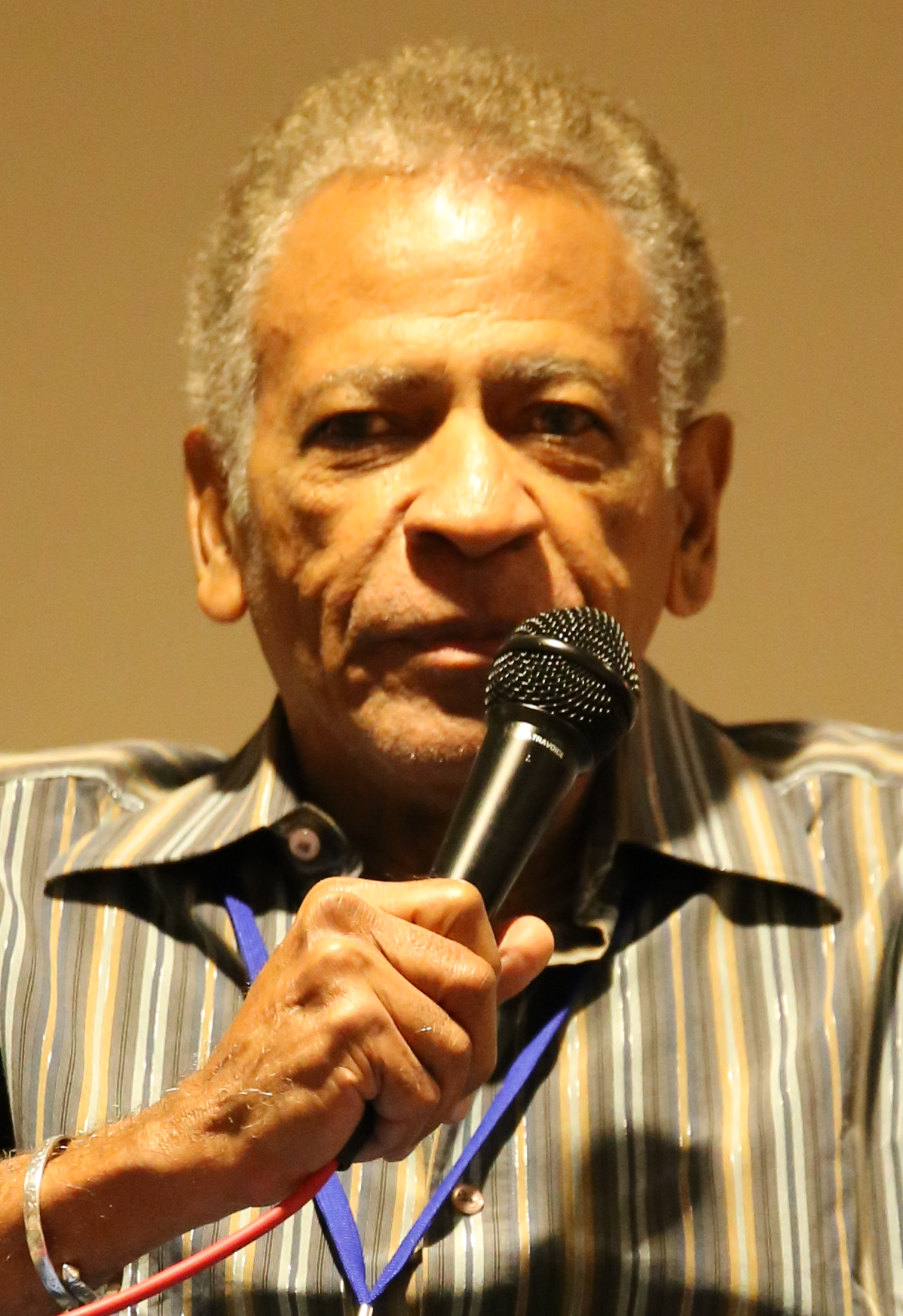

오스틴 스토커(Austin Stoker, 1930년 10월 7일 ~ 2022년 10월 7일)는 미국의 배우, 텔레비전 배우이다.
포트오브스페인에서 태어났다.

## 출연

### 방송
- 특수기동대

### 영화
- 트윅스터 (2008년)
- 금발의 킬러 (1990년) - 가드 넘버 원 역
- 데빌캣 (1988년)
- 케네디가의 신화 (1985년)
- 엔터베 특공작전 (1976년)
- 분노의 13번가 (1976년)
- 혹성탈출 - 애니메이션 시리즈 (1975년) - 제프 앨런 역
- 특수기동대 (1975년)
- 에어포트 75 (1974년)
- 6백만 달러의 사나이 - TV 시리즈 (1974년)
- 혹성 탈출 5 - 최후의 생존자 (1973년) - 맥도날드 역